# Léon Deshairs
Léon Deshairs, né le 14 février 1874 à Chalon-sur-Saône, mort le 20 mai 1967 à Créteil, est un historien de l'art, écrivain et dessinateur français.

## Biographie
Son père est  négociant en mercerie à sa naissance, plus tard voyageur de commerce. Quittant la Saône-et-Loire, sa famille s'installe ultérieurement à Lyon.
On le retrouve en 1894 au collège Sainte-Barbe à Paris, en classe préparatoire à l'École normale supérieure, aux côtés de Charles Péguy, et de Henri Roy, futur ministre, qui lui reconnait « un fort joli talent de dessinateur ».
Il entre à l'École normale[Information douteuse],,, obtient en 1899 une licence ès-lettres à la Sorbonne et, y suivant les cours d'Henry Lemonnier, un diplôme d'études supérieures d'histoire de l'art avec un mémoire sur le paysage français à la fin du XVIIIe siècle. Il suit également les cours d'André Michel à l'École du Louvre. Lorsque son emploi du temps le permet, il va dessiner et peindre dans l'atelier de Jean-Paul Laurens à l'Académie Julian.
En 1899 et 1900, il est professeur à Bucarest, et après avoir voyagé en Italie, il enseigne à Paris jusqu'en 1904, et obtient en 1905 un diplôme de l'École du Louvre.
Tout en étant conservateur de la bibliothèque de l'Union centrale des arts décoratifs (UCAD) de 1904 à 1931, il soutient en 1907 à l'École du Louvre une thèse sur Guillaume Coustou.
En octobre 1917, il est "lieutenant attaché au cabinet technique du ministre de la guerre".
De 1920 jusqu'au début des années 1930, il est rédacteur en chef de la revue Art & Décoration,.
De 1921 à 1928, il dirige la collection « L'Art français depuis vingt ans », aux Éditions Rieder,.
En mai 1929, c'est en qualité de professeur de dessin à l'École des arts décoratifs qu'il écrit dans la revue Le dessin.
De 1931 à 1935 il enseigne à l'École du Louvre l'histoire des arts décoratifs modernes,,.
Alors qu'il y était déjà professeur d'histoire de l'art, il est nommé en janvier 1931 sous-directeur de l'École des arts décoratifs, dont il devient directeur dès la mort du titulaire, Maurice Boukay en novembre 1931, jusqu'à sa retraite en 1941. À la Libération, en 1944, il est rappelé pendant dix-huit mois pour remettre en marche l'école. En 1952, année du jubilé de l'école, il en est encore directeur honoraire.
Il est inhumé au cimetière "Rabelais" de Saint-Maur-des-Fossés, ville où il résidait à la fin de sa vie.

### Amitié avec Charles Péguy
C'est au collège Sainte-Barbe qu'il se lie d'amitié avec Charles Péguy. Ils ont  à peu près le même âge, sont d'origine provinciale, et partagent grosso modo les mêmes idées progressistes : ils seront tous deux dreyfusards. Une photographie prise en 1894 les représente dans le même groupe d'élèves.

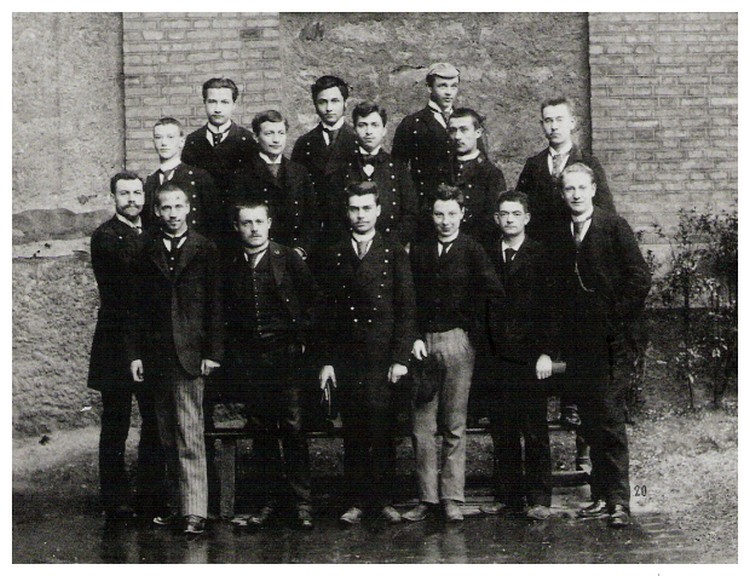
Péguy 1er rang, 3e ; Deshairs 3e rang, 1er.

La même année, Deshairs fait profiter son ami de ses talents de dessinateur, en le croquant au crayon et en lui offrant son portrait à mi-jambe. D'autres ont suivi : on a pu dire de lui qu'il était « l'imagier de Charles Péguy ».
Cette amitié donnera lieu à des échanges épistolaires, dont on a conservé certaines lettres,. C'est ainsi qu'en 1895 Péguy confie à Deshairs sa décision « d'abandonner, pour sa Jeanne d'Arc, l'histoire au profit du drame, et même du drame en vers ».
Ce lien d'amitié se concrétisera aussi par la collaboration de Léon Deshairs aux premiers Cahiers de la Quinzaine, revue fondée par Charles Péguy en 1900, dont il fut un abonné assidu.
Après la mort de Péguy, lorsque la municipalité d'Orléans sa ville natale décidera en 1930 d'ériger un monument commémoratif sur un square baptisé à son nom, Deshairs recommandera le sculpteur Paul Niclausse, professeur à l'École des arts décoratifs, pour la réalisation d'un buste en bronze qui le couronnera , et il sera présent à son inauguration.
En 1948, il ira encore se recueillir à Villeroy sur la tombe de son ami.

## Œuvre (sélection)
- Documents inédits sur la chapelle du château de Versailles, 1689-1772 (1906)
- Le Château de Maisons (Maisons-Laffitte). Architecture, sculpture, décoration. Notice historique et descriptive (1907)
- Histoire du paysage en France (1908)
- La dentelle (1908)
- Bordeaux. Architecture et décoration au XVIIIe siècle (1908)
- Le Grand Trianon. Architecture, décoration, ameublement (1908)
- Une visite aux Gobelins (1909)
- L'art et les mœurs en France (1909)
- Aix-en-Provence, architecture et décoration aux XVIIe et XVIIIe siècles (1910)
- Dessins originaux des maitres décorateurs... XVIIIe siècle... Nicolas et Dominique Pineau (1911)
- Le Château de Bercy. Architecture et décoration. Fin du règne de Louis XIV (1911)
- La décoration des tissus (1912)
- La tapisserie et le mobilier au Musée Jacquemart-André (1914)
- Le Musée Jacquemart-André (1914)
- Dessins originaux des maitres décorateurs. Les dessins du musée et de la bibliothèque des arts décoratifs. Palais du Louvre. Pavillon de Marsan (1914)
- Pablo Picasso (1925)
- Le Petit Trianon. Architecture. Décoration. Ameublement (1926)
- Intérieurs en couleurs (France). Cinquante planches en couleurs accompagnées d'une préface (1928)
- C. Despiau (1930)
- Jules Migonney (1931)
- Émile Lenoble, 24 phototypies (1931)
- L'art : des origines à nos jours (1932-1933)[29]
- Louis Jourdan, 1872-1948 (1951)
- Édouard Manet

Et de nombreux articles dans différentes revues artistiques (L'Art et les Artistes...), ou "grand public" (L'Illustration...).

## Distinctions et hommages
- Chevalier de la Légion d'honneur (1926).
- Officier de la Légion d'honneur (1938)[31].